# Salif Coulibaly
Salif Coulibaly (né le 13 mai 1988 à Bamako) est un joueur de football international malien, qui évolue au poste de défenseur central dans le club guinéen de l'Horoya AC.

## Biographie

### Carrière en club
Salif Coulibaly remporte la Ligue des champions africaine en 2015 avec le Tout Puissant Mazembe, club mythique d'Afrique. En 2018, avec le club égyptien d'Al Ahly, il dispute une seconde finale de Ligue des champions africaine, perdue face à l'Espérance sportive de Tunis.
En 2019, il rejoint le Raja Casablanca.

### Carrière en sélection
Il est convoqué dans l'équipe du Mali, depuis le 13 octobre 2012. 
Il figure dans le groupe des sélectionnés lors des Coupes d'Afrique des nations de 2013 et de 2015. La sélection malienne se classe troisième de la compétition en 2013.

## Palmarès
- Djoliba AC
  - Finaliste de la Coupe de la confédération en 2012

- Tout Puissant Mazembe
  - Vainqueur de la Ligue des champions africaine en 2015
  - Vainqueur de la Supercoupe d'Afrique en 2016
    - Finaliste en 2017 et 2018

  - Vainqueur de la Coupe de la confédération en 2016 et 2017
  - Champion de République démocratique du Congo en 2014, 2016 et 2017
    - Vice-champion en 2015

  - Vainqueur de la Supercoupe de république démocratique du Congo en 2014 et 2016
  - Participe à la Coupe du monde des clubs en 2015

- Al Ahly
  - Finaliste de la Ligue des champions africaine en 2018